# Сеппяля, Хенкка
Хе́нкка Се́ппяля (фин. Henkka T. Blacksmith; настоящее имя — Хенри Самули Сеппяля фин. Henri Samuli Seppälä; 7 июня 1980, Эспоо, Финляндия) — бас-гитарист финской метал группы Children Of Bodom.

## Биография
Родился 7 июня 1980 года в Эспоо,  Финляндия.
Начал играть на гитаре в одиннадцать лет. Познакомился с хэви-метал сценой благодаря своему брату, который слушал группы, такие как Slayer и Pantera с его друзьями. До этого он увлекался глэм-метал/хард-рок группами, таким как Guns N' Roses и Poison. Затем его интерес начал склоняться к более тяжелым группам, в начале 90-х он заинтересовался блэк и дэт-метал группами (Burzum, Dissection и Cannibal Corpse).
В 13 лет Хенкка начал играть в своей первой группе — Aivokasvain (Мозговая Опухоль). На протяжении двух лет он был участником этого коллектива. После ухода он начал играть на бас-гитаре, и в 1996-м году присоединился к группе Children of Bodom по приглашению ведущего гитариста и вокалиста Алекси Лайхо.
Обычно именно Хенкка представляет Children of Bodom на разного рода публичных представлениях, а даёт интервью чаще всего Алекси Лайхо. Возможно, это связано с тем, что Хенка говорит на нескольких языках (финском, шведском, английском и немного по-французски) или/и из-за того, что Хенка наиболее спокойный и уравновешенный член группы, а значит, не испытывает сильного дискомфорта от публичных выступлений.
В университете Хельсинки Хенкка изучал политологию и политическую историю, и, возможно, изучает и сейчас. На 2019-й год, Хенкка — единственный участник Children of Bodom, играющий только в этой группе (все остальные члены CoB участвуют в др. проектах). По словам Хенкки, важнейшие вещи в его жизни — его семья и его группа.

## Дискография

### Совместно сChildren of Bodom
- Something Wild (1997)
- Hatebreeder (1999)
- Tokyo Warhearts (концертный, 1999)
- Follow the Reaper (2000)
- Hate Crew Deathroll (2003)
- Are You Dead Yet? (2005)
- Chaos Ridden Years - Stockholm Knockout Live (концертный, 2006)
- Blooddrunk (2008)
- Relentless Reckless Forever (2011)
- Halo of Blood (2013)